# Club de Amigos
Club de Amigos es una asociación civil sin fines de lucro de la Ciudad de Buenos Aires, fundada el 21 de septiembre de 1985 y declarada Entidad de Bien Público en 1995. Es conocido a nivel nacional por su equipo de vóley, el cual fue campeón de la máxima categoría nacional, la Liga Argentina de Vóley en la temporada 2005-2006.
La misión del club es formar a los chicos a través del deporte, incorporando su práctica sistemática y los valores dentro y fuera de la cancha: Juego Limpio, Pasión por el Deporte, Amistad, Integración, Hábitos saludables, entre otros. La visión del club es convertirse en el tercer eje en la formación de los chicos, junto al hogar y la escuela.
El centro deportivo del club está ubicado en el Parque Jorge Newbery, en el barrio porteño de Palermo. Forma parte del «Parque 3 de Febrero» y tiene como vecinos al Planetario, el MALBA y el Jardín Japonés, entre otros. Las instalaciones fueron originalmente una construcción municipal proyectada por el Arq. Eduardo Leston y construida por el Arq. Estanislao Kokourek.
La principal actividad del club es la iniciación deportiva de los chicos, y cuenta con varias escuelas deportivas para chicos entre 2 a 17 años en deportes como tenis, fútbol, natación, básquet, vóley, gimnasia y colonias de vacaciones en invierno y verano. También cuenta con actividades para adultos, entre ellas tenis, natación, gimnasio de fitness, fútbol y otras actividades para desarrollar la condición física de sus socios.

## Historia
El club fue fundado el 21 de septiembre de 1985. En octubre de 1985, se inaugura la primera sede administrativa del Club de Amigos, en Avenida Santa Fe 2161 (en la Ciudad de Buenos Aires) y el primer lugar de encuentro y recreación deportiva para los socios, siendo la Quinta "La Frisia", en la localidad de Bella Vista. 
Ya en 1991, Club de Amigos logra la concesión del predio del Parque Jorge Newbery y comienza a implementar su visión: ser reconocido como el mejor Centro de Iniciación deportiva, integrando un modelo basado en la excelencia, la innovación y la especialización.

### Premio Nacional a la Calidad
Club de Amigos es el primer club del mundo en ganar un Premio Nacional a la Calidad, siendo ganador de este premio en el 2008. Este premio distingue a las organizaciones modelo por su gestión de excelencia. El Premio se otorga en más de 100 países y en la Argentina ha sido ganado por empresas como YPF, Unilever, Volkswagen, Nextel y Telecom.

### Historia del vóley
Toda la actividad competitiva del club se concentra en un solo deporte: el vóleibol masculino. Comenzó a participar en 1986, consiguiendo en cuatro años el ascenso desde la Quinta División a la División de Honor. Consiguió un subcampeonato y un campeonato metropolitano.
En 1996 tiene lugar la primera edición de la Liga Argentina, y Amigos está entre los clubes participantes. Consigue el subcampeonato en las ediciones 1998/99 y 2000/01. En 2003, cuando se crea la Asociación de Clubes de la Liga Argentina de Voleibol (ACLAV), Carlos Siffredi, representante del Club de Amigos ante la nueva entidad, es elegido primer presidente de la misma.
En la temporada 2005-06, Amigos finalmente consigue el campeonato, venciendo a Vélez Sársfield, Bolívar y Rosario Sonder. El plantel incluía a Hugo Conte, Alexssandro Schorr, Demián González, Marcus Eloe, Marcos Domínguez, Christian Lares y Juan Ignacio Forastiero y el técnico era Carlos Getzelevich.
Luego de alcanzar la cima, el club dejó de participar en la liga profesional, por considerar que los presupuestos que se requieren para sostener un alto nivel de competitividad son excesivos. Sin embargo, el club mantuvo su actividad federada en voleibol y continuo participando en los torneos de la Federación Metropolitana en todas sus categorías, con principal foco en las divisiones inferiores, con la intención de ser un semillero de jugadores que luego integran las distintas selecciones nacionales. Entre 2007 y 2010, Amigos consiguió diez títulos de Campeón en torneos de divisiones inferiores de la Federación Metropolitana y 25 jugadores del club integraron las secciones nacionales sub-21, sub-18, sub-16 y sub-14.
En 2018 dejó el vóley federado de manera definitiva.

## Datos del club
- Temporadas en primera división: 10 (1996-97 a 2005-06)
  - Mejor puesto en la liga: campeón (2005-06)
  - Peor puesto en la liga: eliminado en octavos de final (1996-97)
- Temporadas en Copa ACLAV: 1 (2005)
  - Mejor puesto en la copa: 4.°, eliminado en cuartos de final

## Instalaciones
El predio cuenta con las siguientes instalaciones:
| - Canchas de tenis de superficie rápida - Canchas de básquet - Canchas de fútbol de césped sintético - Canchas de hockey de césped sintético - Playones de voleibol - Piscina cubierta (con un sistema de calentamiento del agua con placas solares) | - Complejo de Piletas al Aire Libre - Gimnasios indoor - Confitería y Restaurant - Gimnasio de fitness - Consultorios de masajes y nutrición |

## Actividades deportivas
En el club se desarrollan los siguientes deportes:
| Para chicos de 2 a 17 años - Iniciación deportiva - Fútbol - Natación - Tenis - Hockey - Voleibol - Gimnasia - Básquet | Para adultos (+18 años) - Tenis - Natación - Gimnasio de Fitness - Fútbol - Entrenamiento para corredores - Acquaerobics - Spinning - Gimnasia Indoor - Gimnasia en la naturaleza |

## Jugadores destacados
- Demián González
- Hugo Conte
- Marcus Eloe
- Rodrigo Quiroga
- Santiago Danani

## Entrenadores destacados
- Carlos Getzelevich, entrenador campeón en 2006.

## Palmarés
Torneos nacionales
- Subcampeón sudamericano en la temporada 1999.

Torneos nacionales
- Campeón de la Liga Argentina de Voleibol en la temporada 2005-06
- Subcampeón de la Liga Argentina de Voleibol en las temporadas 1998-99 y 2000-01

Torneos regionales
- Campeón de la División de Honor de la Federación Metropolitana en 1995,